# 克蔑语
克蔑语是一种分类不充分南亚语系语言，现时被云南省景洪市西双版纳傣族自治州的一千余人所使用。Paul Sidwell (2010)将这一语言分类为户语支语言，李云兵 (2005)将这一语言分类为莽语支语言，但它也可能是佤德昂语支语言。与其他南亚语系语言相同，克蔑语的词序是主动宾语序 (SVO)。
这一语言的内名包括man13 met53 (曼咪)、kʰɤ31 met53 (克蔑)、kʰɤ31 miŋ33 (克敏)和khaʔ33 min33.

## 分布
克蔑语由分布在下列村的一千余人使用(Chen 2005:1)。
- 景洪镇
  - 小曼咪村(58户，256人)[7]
  - 大曼咪村(53户，234人)[8]
  - 江头曼咪村(33户，124人)[9]
- 嘎东乡曼咪村(man13 met53)(51户，228人)[10]
- 勐养镇三家村(46户，200人)[11]

## 深入阅读
- 陈国庆. 2005. 克蔑语研究. Beijing: 民族出版社.
- 高永奇. 2004. 布兴语研究. Beijing: 民族出版社.
- 颜其香 & 周植志 (2012). 中国孟高棉语族语言与南亚语系. Beijing: 社会科学文献出版社.